# 奥勒·埃勒夫塞特
奥勒·馬丁·埃勒夫塞特（挪威語：Ole Martin Ellefsæter，1939年2月15日—2022年10月18日）是一名挪威男子越野滑雪運動員。他曾代表挪威參加1964年、1968年和1972年冬季奧林匹克運動會越野滑雪比賽，並贏得二枚金牌。在1966年世界北歐式滑雪錦標賽上，他贏得了一枚金牌和一枚銀牌。1971年，他成為首位贏得瓦薩滑雪節的挪威人。
埃勒夫塞特在1960年至1965年的3000米障礙賽中連續贏得六個全國冠軍。由於他在這兩項運動中的成就，他被授予艾格貝格榮譽獎。
埃勒夫塞特也有過歌唱生涯，並在挪威有兩首熱門歌曲。

## 外部連結
- 奥勒·埃勒夫塞特 （页面存档备份，存于）在國際滑雪聯合會的資料
- Holmenkollen medalists – click Holmenkollmedaljen for downloadable pdf file （挪威語）
- Holmenkollen winners since 1892 – click Vinnere for downloadable pdf file （挪威語）

| 前任： 馬格納·倫德莫 | 艾格貝格榮譽獎得主 1965年 | 繼任： 弗雷德·安東·邁爾 |